# Ouro do Zimbábue
O ouro do Zimbábue (sinal: ZiG; código: ZWG) é a moeda oficial do Zimbábue desde 8 de abril de 2024, apoiado por ativos tangíveis no valor de 575 milhões de dólares: moedas estrangeiras, ouro e outros metais preciosos. Substituiu o dólar do Zimbábue, que sofreu uma rápida depreciação, com a taxa de câmbio oficial ultrapassando os 30 mil dólares do Zimbábue por dólar dos Estados Unidos em 5 de Abril de 2024, enquanto a taxa do mercado paralelo atingiu 40 mil por dólar estadunidense. A inflação anual no Zimbábue atingiu 55,3% em março de 2024.
Embora existam denominações fracionárias, o ZiG não possui subdivisões formais. Os centavos são usados pela Bolsa de Valores do Zimbábue, cada um indicando 1⁄100 de ZiG.